# Ian Crook
Ian Crook (ur. 18 stycznia 1963 w Romford) – angielski piłkarz występujący na pozycji pomocnika, trener piłkarski.

## Życiorys
Wychowanek Tottenhamu, w 1980 roku został włączony do pierwszej drużyny. W First Division zadebiutował 1 maja 1982 roku w zremisowanym 0:0 spotkaniu z Coventry City. W Tottenhamie w ówczesnym czasie na tej samej pozycji występowali m.in. Glenn Hoddle, Steve Perryman, Osvaldo Ardiles i Gary Stevens, stąd też Crook był w klubie przeważnie rezerwowym, rozgrywając 20 ligowych spotkań. W czerwcu 1986 roku za 80 000 funtów został zakupiony przez Norwich City. Już w pierwszym sezonie Crook stał się zawodnikiem podstawowego składu Norwich. W 1995 roku spadł z klubem z Premier League. W 1997 roku podpisał kontrakt z Sanfrecce Hiroszima. W J.League rozegrał 24 mecze, debiutując 30 lipca 1997 roku w wygranym 1:0 spotkaniu z Nagoyą Grampus. W 1998 roku przeszedł do Northern Spirit FC, gdzie dwa lata później zakończył karierę zawodniczą.
Po zakończeniu kariery zawodniczej pełnił funkcje trenerskie. Początkowo był asystentem trenera w Northern Spirit FC, a w latach 2001–2004 prowadził piłkarzy Newcastle United Jets FC. W 2004 roku był selekcjonerem reprezentacji Samoa Amerykańskiego w czterech meczach, z których jego piłkarze przegrali wszystkie spotkania, zdobywając jedną bramkę i tracąc 34. W 2004 roku był także asystentem selekcjonera reprezentacji Australii U-20. W latach 2004–2007 był asystentem w Sydney FC, a następnie, do 2008 roku, asystentem w Avispie Fukuoka. W drugiej połowie 2008 roku pełnił funkcję kierownika sportowego Newcastle United Jets FC. W styczniu 2009 roku został asystentem trenera w Norwich City i pełnił tę funkcję przez półtora roku. W latach 2010–2012 był asystentem trenera rezerw Sydney FC, a od maja do listopada 2012 roku prowadził piłkarzy pierwszej drużyny. Drużyna w tym czasie rozegrała sześć spotkań (2 zwycięstwa, 4 porażki, bramki 9–16). Później pracował jako asystent trenera Western Sydney Wanderers FC.

## Statystyki ligowe
| Sezon     | Klub                   | Liga                   | Mecze | Gole |
| --------- | ---------------------- | ---------------------- | ----- | ---- |
| 1980/1981 | Tottenham Hotspur F.C. | First Division         | 0     | 0    |
| 1981/1982 | Tottenham Hotspur F.C. | First Division         | 4     | 0    |
| 1982/1983 | Tottenham Hotspur F.C. | First Division         | 4     | 0    |
| 1983/1984 | Tottenham Hotspur F.C. | First Division         | 3     | 0    |
| 1984/1985 | Tottenham Hotspur F.C. | First Division         | 5     | 1    |
| 1985/1986 | Tottenham Hotspur F.C. | First Division         | 4     | 0    |
| 1986/1987 | Norwich City F.C.      | First Division         | 33    | 5    |
| 1987/1988 | Norwich City F.C.      | First Division         | 23    | 1    |
| 1988/1989 | Norwich City F.C.      | First Division         | 26    | 1    |
| 1989/1990 | Norwich City F.C.      | First Division         | 35    | 0    |
| 1990/1991 | Norwich City F.C.      | First Division         | 32    | 3    |
| 1991/1992 | Norwich City F.C.      | First Division         | 21    | 1    |
| 1992/1993 | Norwich City F.C.      | Premier League         | 34    | 3    |
| 1993/1994 | Norwich City F.C.      | Premier League         | 38    | 0    |
| 1994/1995 | Norwich City F.C.      | Premier League         | 34    | 0    |
| 1995/1996 | Norwich City F.C.      | First Division         | 29    | 2    |
| 1996/1997 | Norwich City F.C.      | First Division         | 36    | 2    |
| 1997 (j)  | Sanfrecce Hiroszima    | J.League               | 15    | 3    |
| 1998 (w)  | Sanfrecce Hiroszima    | J.League               | 9     | 1    |
| 1998/1999 | Northern Spirit FC     | National Soccer League | 12    | 2    |
| 1999/2000 | Northern Spirit FC     | National Soccer League | 12    | 0    |